# Кримський ентомологічний заказник
Кримський — один з об'єктів природно-заповідного фонду Луганської області, ентомологічний заказник місцевого значення.

## Розташування
Ентомологічний заказник розташований в околицях села Кримське в Слов'яносербському районі Луганської області, за 2 км від автотраси Слов'яносербськ-Кримське у верхів'ях балки Ханська, яка відкривається в долину Сіверського Дінця. Координати: 48° 44' 12" північної широти, 38° 50' 24" східної довготи .

## Історія
Ентомологічний заказник місцевого значення «Кримський» оголошений рішенням виконкому Ворошиловградської обласної ради народних депутатів № 532 від 9 грудня 1982 року (в. ч.), № 247 від 28 червня 1984 року.

## Загальна характеристика
Ентомологічний заказник «Кримський» загальною площею 10,0 га являє собою ділянку цілинного степу, яка використовується як пасовище.

## Рослинний світ
Рослинність заказника утворена формаціями кострицевого степу, в якому зустрічаються домішки ковили волосистої. Наявна популяція півонії тонколистої. В різнотрав'ї переважають медоносні рослини: шавлія поникла, звіробій звичайний, різні види конюшини, чебрецю, буркуну, синяк звичайний, материнка пухнаста та інші.

## Ентомофауна
Багате степове різнотрав'я є сприятливим середовищем для існування природних популяцій бджіл і джмелів, які є запилювачами сільськогосподарських культур.

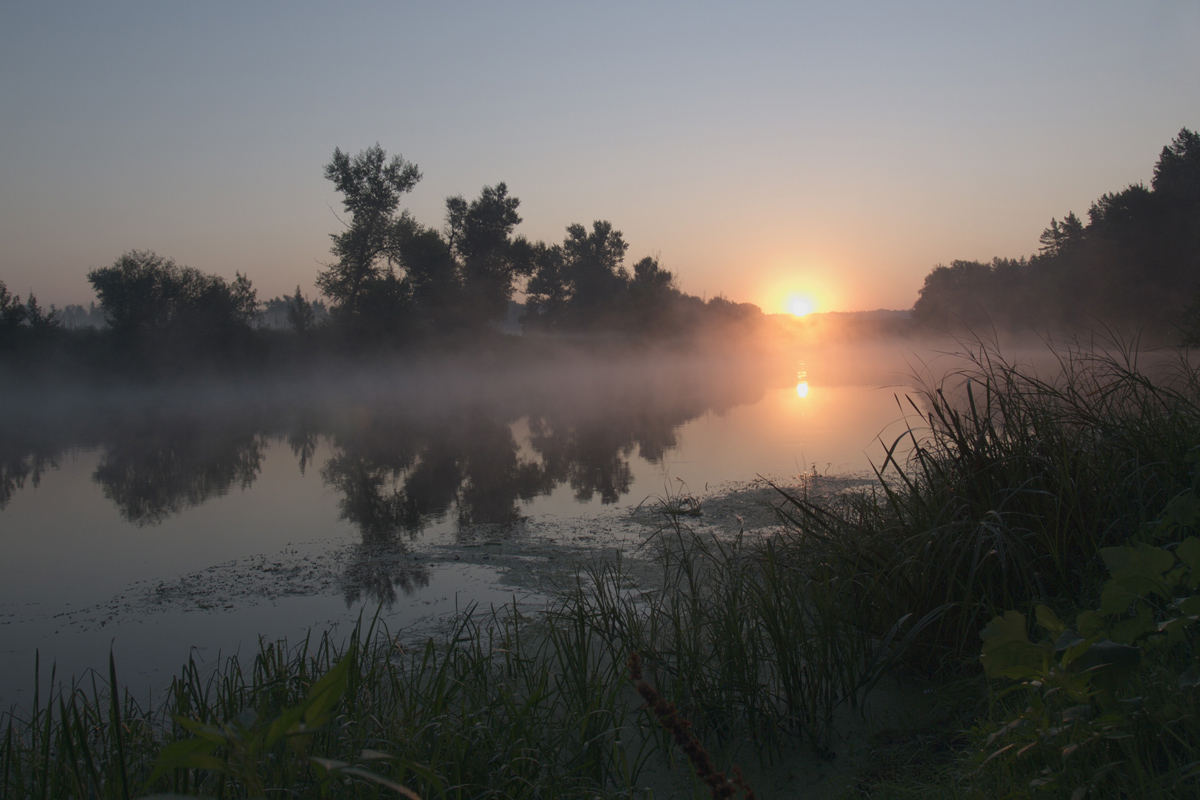